# Lake Providence
Lake Providence ist eine Stadt und Verwaltungssitz des East Carroll Parish im US-amerikanischen Bundesstaat Louisiana. Das U.S. Census Bureau hat bei der Volkszählung 2020 eine Einwohnerzahl von 3587 ermittelt.
Lake Providence liegt am Mississippi River und an einem See, der Lake Providence heißt; von diesem hat der Ort seinen Namen. Der See ist ein ehemaliges Flussbett des Mississippi River.

## Bekannte Bewohner
- Joseph Kerr (1765–1837), Senator
- Joseph E. Ransdell (1858–1954), Senator, Kongressabgeordneter
- Charles R. Doran (1892–1984), Brigadegeneral der United States Army
- Freddie Spruell (1893–1956), Delta-Blues-Gitarrist und Sänger
- William J. Jefferson (* 1947), Abgeordneter im Kongress